# Phong trào hội kín Nam Kỳ
Phong trào hội kín Nam Kỳ là một phong trào tự phát của giới dân nghèo, nhằm chống lại ách áp bức của thực dân Pháp vào những năm đầu thế thế kỷ 20 tại miền Nam Việt Nam. Sau cuộc tiến công vào Sài Gòn thất bại (1916), bị khủng bố, các hội kín thì gần như không còn hoạt động, nhưng dư âm vẫn còn khá mạnh trong nhiều năm tiếp theo.

## Tên gọi và mục đích
Khi phong trào Minh Tân công khai cải cách vừa tàn, thì ở miền Nam Việt Nam liền xuất hiện hình thức chống thực dân Pháp mới, đó là phong trào lập ra các hội kín. Có người gọi đó là Thiên Địa hội, còn người Pháp thì gọi là "sociétés secrètes". Song bản thân các tổ chức này không mang một tên thống nhất mà có khá nhiều tên gọi khác nhau .
Buổi đầu giới dân nghèo bị áp bức đã tự phát lập ra hội kín ở Châu Đốc, Biên Hòa, Bến Tre, sau đó lan ra khắp Nam Kỳ, với mục đích chung là lật đổ chính quyền thực dân, tôn Phan Xích Long làm "hoàng đế". Theo sách Đại cương lịch sử Việt Nam (Tập 2) thì trong 4 năm Chiến tranh thế giới thứ nhất (1914–1918) ở đây có từ 70 đến 80 hội kín.

## Tổ chức
Thành phần tham gia đông nhất vào các hội kín Nam Kỳ là nông dân và dân nghèo thành thị đang ở tuổi khỏe mạnh. Theo nhà văn Sơn Nam thì đa số đều là người Việt, người Hoa kiều đóng vai phụ, thường là giữ chức vụ coi sóc nghi lễ trong hội mà thôi. Về tư tưởng triết lý, hội kín khá phức tạp, bởi gồm cả Nho giáo, Phật giáo và Đạo giáo. Khi quân Pháp đi xét bắt, thì gặp ở nhiều nhà bài Phú hoài cổ nói là của nhà giáo Võ Trường Toản. Đây là một tác phẩm đề cao trung hiếu và tư tưởng "xả thân thủ nghĩa". Về bùa chú, các hội viên tin rằng nó có thể tăng thêm sức mạnh và giúp họ tránh được mọi hiểm nguy khi lâm trận. Theo sách Đại cương Lịch sử Việt Nam (Tập 2) thì tôn giáo và phương thuật (phép lạ của các đạo sĩ) giữ vai trò quan trọng trong việc tuyên truyền, vận động và tổ chức hội . Tuy vậy, trong hàng ngũ của nhiều hội kín, không có thầy pháp. Và mặc dù hay dựa vào các chùa, nhưng trong hàng ngũ của họ cũng không có các nhà sư .
Các hội kín hoạt động độc lập, không có một hệ thống chỉ huy chung, tuy nhiên tất cả đều suy tôn Phan Xích Long (Phan Phát Sanh) làm Hoàng đế. Mỗi hội đều có một Hội chủ (gọi là Ông chủ). Hội chủ thường chia hội viên ra từng nhóm nhỏ (khoảng vài chục người) gọi là "kèo". Giữa các "kèo" không được biết nhau, khi cần gặp nhau hội viên phải dùng ngôn ngữ và dấu hiệu do Hội chủ quy định.
Khi so sánh với tổ chức Thiên Địa hội ở Trung Quốc, GS. Trần Văn Giàu còn nêu ra mấy ý như sau:
- Tuy cũng uống máu ăn thề, nguyện tuyệt đối trung thành với nhau, với hội và qua thử thách xem có đủ can đảm không, song trong hội kín Nam Kỳ không hề có đẳng cấp với tính chất phong kiến và tôn giáo như trong Thiên Địa hội.
- Về tổ chức, hội kín Nam Kỳ cũng đơn giản hơn nhiều, vì tính chất bình đẳng, huynh đệ lại là cơ bản.

Và cũng theo giáo sư Giàu, gọi những tổ chức bí mật này là Thiên Địa hội là sai. Bởi đây không phải như là biến dạng của những tổ chức Thiên Địa hội chống Thanh của miền Nam Trung Quốc .
Còn nhà văn Sơn Nam thì cũng nói rõ rằng đây là phong trào do người Việt nắm giữ đường lối chính trị, nhưng mô phỏng theo cách tổ chức Thiên Địa hội Trung Quốc (nhóm Hồng Thuận đường ở Quảng Đông), áp dụng cụ thể trong hoàn cảnh Nam Kỳ, nhằm mục đích Cần Vương .

## Hoạt động
Hoạt động có tiếng vang lớn của phong trào hội kín Nam Kỳ là cuộc đấu tranh chống chính sách bắt lính của thực dân Pháp và hai cuộc đột nhập vào Sài Gòn (1913 và 1916).

### Đấu tranh chống bắt lính sang Pháp
Từ cuối năm 1915 sang đầu năm 1916, giữa lúc thực dân Pháp tiến hành bắt lính sang Pháp đợt hai thì cuộc đấu tranh của phong trào hội kín bùng nổ, ban đầu ở các tỉnh Mỹ Tho, Trà Vinh, Bến Tre, Tây Ninh, Biên Hòa; dần lan rộng ra nhiều nơi và lôi cuốn đông đảo quần chúng tham gia.
Điểm lược một số cuộc đấu tranh nổi bật trong năm 1916:
- Ngày 20 tháng 1, tại tỉnh Trà Vinh đã nổ ra nhiều cuộc đấu tranh vũ trang chống lại việc mộ lính của chính quyền thực dân.
- Ngày 23 tháng 1, khoảng 200 hội viên do Lê Văn Hổ, Phạm Văn Hậu, Nguyễn Văn Liên đứng đầu đã kéo tới phá trụ sở tuyển mộ lính ở tổng Chánh Mỹ (Biên Hòa). Cuộc đánh phá diễn ra nhanh chóng, phối hợp với các tù nhân ở tỉnh lỵ nổi dậy phá ngục (17 tù nhân thoát được).
- Tháng 2 năm 1916, nhóm hội kín Vương Văn Lê, Nguyễn Văn Thạch, Lê Văn Hà nổi dậy, làm chủ được vùng Tân Triều (Tây Ninh). Cũng trong tháng này, nhóm hội kín Nguyễn Văn Huệ tấn công Ô Cấp (Bà Rịa).
- Đêm ngày 2 rạng ngày 3 tháng 2, hơn 200 hội viên hội kín Nghĩa Hòa tập trung ở Mỏ Cày (Bến Tre), rồi kéo đến bao vây trụ sở mộ lính của huyện...

Tuy nhiên, vì chỉ có giáo mác, gậy gộc và bùa chú, nên khi đối mặt với súng đạn của Pháp, phong trào này nhanh chóng thất bại.

### Tấn công Sài Gòn năm 1913
Cuộc tấn công do Phan Xích Long (tự cho mình là "Đông Cung", con vua Hàm Nghi) và Nguyễn Hữu Trí (quê ở Cần Giuộc) xếp đặt từ chùa Tà Lơn trên đất Campuchia, định rằng nhân lúc Pháp đang mắc kẹt trong Chiến tranh thế giới thứ nhất sẽ dùng lực lượng lớn (đa phần là hội viên hội kín ở Chợ Lớn và Long An) để đánh chiếm các cơ quan đầu não của Pháp tại Sài Gòn. Theo đó, nhiều hội kín ở các tỉnh cũng sẽ nổi dậy giành lấy chính quyền.
Chuẩn bị xong, đêm 23 rạng sáng 24 tháng 3 năm 1913, ông cho người đặt 8 trái bom tự tạo có hẹn giờ ở một số cơ quan chính quyền tại Sài Gòn và Chợ Lớn, đồng thời chia nhau đi rải truyền đơn và dán bản hịch trong thành phố. Chẳng may chưa tới giờ bom nổ thì quân Pháp đã phát hiện được. Nhà cầm quyền liền sai quân đi tháo gỡ và lùng bắt đội quân của Phan Xích Long. Không nghe tiếng bom nổ, nhiều cánh quân đã kịp rút đi. Tuy nhiên, quân Pháp vẫn bắt được một số đông khi họ đang đi vào Chợ Lớn, vì kiểu đồng phục "quần đen, áo trắng, khăn trắng quấn cổ" mặc dù tay không cầm vũ khí.
Kết cuộc, Nguyễn Hữu Trí chạy thoát, Phan Xích Long chạy ra Phan Thiết và bị bắt ở đó, bị đem về giam ở Khám lớn Sài Gòn.
Từ ngày ngày 5 đến ngày 12 tháng 11 năm 1913, Tòa án Sài Gòn xử tha bổng 54 người, kêu án 57 người (đều là người Việt ở Chợ Lớn và Long An, chỉ có 1 người Hoa kiều ), trong đó có sáu người bị án chung thân khổ sai là: Phan Xích Long, Nguyễn Tri, Nguyễn Hiệp (án hiện diện), Nguyễn Màng, Trương Phước, Nguyễn Ngọ (không bắt được, bị án khiếm diện).

### Tấn công Sài Gòn năm 1916
Năm 1916, nhân Pháp bại trận trong Chiến tranh thế giới thứ nhất, khoảng 300 hội viên của các hội kín ở Gia Định, Chợ Lớn, Biên Hòa, Thủ Dầu Một, Cần Giuộc, Cần Đước..., cùng tìm cách phá ngục cứu Phan Xích Long.
Lần này, các lãnh đạo hội xếp đặt kế hoạch tại núi Cấm (Tịnh Biên). Và sau khi chuẩn bị xong, đêm 14 rạng ngày 15 tháng 2 năm 1916, với khẩu hiệu Cứu Đại ca (chỉ Phan Xích Long), tất cả hội viên do Nguyễn Hữu Trí đứng đầu, từ hàng chục chiếc thuyền buôn đang đậu trên sông cầu Ông Lãnh, giở khoang, vứt bỏ lá ngụy trang, nhảy lên bờ với áo đen, quần trắng, khăn trắng quấn cổ, cổ mang phù chú, tay cầm đủ thứ binh khí (không có súng) chia làm ba nhóm xông lên tấn công dinh Thống đốc và Khám lớn.
Gần tới nơi, ba nhóm nhập lại rồi chia ra thành hai, nhưng cả hai cánh đều bị quân Pháp đánh đuổi...Họ giết chết tại trận 6 người (có Nguyễn Hữu Trí), làm bị thương nhiều người khác. Và bất kỳ ai mặc quần đen áo trắng buổi sáng ấy, đang lẩn quẩn ở khu vực xảy ra chuyện, đều bị bắt nhốt. Lúc bấy giờ, ngoài lực lượng đi tấn công, còn có các lực lượng khác ở xung quanh Sài Gòn chờ phối hợp, nhưng vì không thấy có hiệu lịnh như đã định nên rút lui. Nhờ vậy mà nhiều người đã đào thoát được.
Sau đó, tòa án thực dân cho xử tử 38 người tại Đồng Tập Trận  vào ngày 22 tháng 2 năm 1916, trong đó có thủ lĩnh Phan Xích Long. Ngày 16 tháng 3 năm 1916, cho xử tử thêm 13 người nữa, cũng tại địa điểm trên. Tổng cộng sau 2 lần bắn và 6 người đã bị giết tại trận, là 57 người.

## Nhận xét khái quát
Phong trào hội kín Nam Kỳ là một phong trào yêu nước tự phát, đã lôi cuốn đông đảo nông dân và dân nghèo thành thị tham gia, với mục đích chung là lật đổ chính quyền thực dân, lập lại chế độ phong kiến. Theo sách Đại cương lịch sử Việt Nam (Tập 2), thì hạn chế của phong trào là "mang màu sắc huyền bí, mê tín; nên khi quân Pháp dùng súng đạn đàn áp thì lực lượng nổi dậy nhanh chóng tan rã. Tuy nhiên, nó đã biểu lộ được tinh thần quật khởi của người dân ở miền Nam Việt Nam".
Bàn về hội kín Nam Kỳ, nhà văn Sơn Nam cũng đã viết rằng:
Thực dân vu cáo rằng thành phần của Thiên Địa Hội đa số là du đãng, có tiền án về trộm cắp...Họ không dám thú nhận rằng đầu não của hội lắm khi gồm những người yêu nước...Sau khi bị khủng bố (1916), các hội không còn hoạt động nhưng dư âm vẫn còn khá mạnh. Hội đã tạo ra một nếp sinh hoạt sâu đậm khá hấp dẫn, thực tế: ăn cơm nhà lo chuyện ngoài đường, sống chết nhờ anh em, tận tình giúp đỡ bạn...Đó là đạo nghĩa giang hồ, là điệu nghệ giữa anh em kết nghĩa, tứ hải giai huynh đệ...

## Sách tham khảo
- Trần Văn Giàu, Lược sử Thành phố Hồ Chí Minh in trong Địa chí văn hóa Thành phố Hồ Chí Minh (Tập 1). Nhà xuất bản Thành phố Hồ Chí Minh, 1987
- Đinh Xuân Lâm-Nguyễn Văn Khánh-Nguyễn Đình Lễ, Đại cương lịch sử Việt Nam (Tập 2). Nhà xuất bản Giáo dục, 2006.
- Vương Hồng Sển, Sài Gòn năm xưa. Nhà xuất bản Thành phố Hồ Chí Minh tái bản năm 1991.
- Phạm Văn Sơn, "Từ Thiên Địa Hội đến vụ tấn công Khám Lớn Sài Gòn", in trong Việt sử tân biên (quyển 5, tập trung), Sài Gòn, 1963.
- Sơn Nam, Cá tính miền Nam. Nhà xuất bản Trẻ, 1997.
- Sơn Nam, Phong trào Duy tân ở Bắc Trung Nam; Miền Nam đầu thế kỷ 20: Thiên Địa hội & cuộc Minh Tân. Nhà xuất bản Trẻ, 2004.